# 埃爾姆米爾斯鎮區 (堪薩斯州巴伯縣)
埃爾姆米爾斯鎮區（英語：Elm Mills Township）為位在美國堪薩斯州巴伯縣的鎮區。2010年美国人口普查中該鎮區人口有135人。

## 地理
埃爾姆米爾斯鎮區涵蓋面積155.09平方（59.88平方英里），境內無城鎮設立。

### 墓園
根據美國地質調查局的資料，此鎮區僅有1座墓園：
- 伊莎貝爾墓園（Isabel Cemetery）

### 溪流
通過此鎮區的溪流有：
- 克魯克德溪（Crooked Creek）
- 北埃爾姆溪（North Elm  Creek）
- 南埃爾姆溪（North Elm  Creek）

## 人口統計
根據2010年美國人口普查，埃爾姆米爾斯鎮區人口有135人，人口密度為0.87人/平方公里。種族方面，94.81%為白人；1.48%為非裔美洲人；0%為美洲原住民；0%為亞洲人；0%為太平洋島民；0%為其他種族；另外有3.7%為兩個或以上的種族。而西班牙裔美國人或拉丁美洲人佔該鎮區人口的2.96%。

## 外部連結
- US-Counties.com
- City-Data.com （页面存档备份，存于）